# Бегунов, Юрий Константинович
Ю́рий Константи́нович Бегуно́в (20 октября 1932, Ленинград — 18 января 2014, Санкт-Петербург) — советский и российский филолог-славист, литературовед, автор исследований по русской и зарубежной литературам древнего и нового периодов, литературе, культуре и искусству Древней Руси, русско-болгарским литературным связям, широкому кругу славистических проблем, библиографии и источниковедению. Доктор филологических наук (1983), профессор.
С 1990-х годов также автор конспирологических и антисемитских работ. «Академик» организации «Международная славянская, Петровская и Русская академия».

## Биография
В 1955 году окончил Ленинградский государственный университет. В 1960 году защитил кандидатскую диссертацию «Слово о погибели Рускыя земли». В 1983 году защитил докторскую диссертацию.
С 1958 года работал в Институте русской литературы Академии наук (Пушкинский Дом), с 1986 года — ведущий научный сотрудник.

## Научная деятельность
В сферу научных интересов Бегунова входили славянская филология, русская история, древнерусская литература, национальный фольклор, традиции и обычаи.
В частности, исследовал «Слово о погибели Русской земли» (1965), в том числе вопрос об отношении авторов данного произведения и «Слова о полку Игореве» к понятию Русская земля, об их отношении к изображению пейзажа, сопоставил ритмику «Слова о погибели Русской земли» и «Слова о полку Игореве». Бегунову принадлежат обширные литературоведческие (критико-библиографические) обзоры «Слова о полку Игореве» в зарубежном литературоведении (1969, 1974).
Принимал участие в 11 археографических экспедициях, в ходе которых было найдено более тысячи летописей и книг. Одна из этих экспедиций по северу России, которой руководили Бегунов и писатель Дмитрий Балашов, освещена в фильме «Путешествие за древними книгами», занявшим первое место на конкурсе географических фильмов в 1967 году.
В 1991 году совершил поездку с научными целями по Германии, выступив с лекциями в шести университетах этой страны, работал в немецких, французских и швейцарских архивах.
Автор более 500 научных публикаций, в том числе около 30 книг.

## Конспирология
В 1990-е годы известность Бегунову принесли работы по конспирологии. В частности, он являлся сторонником существования всемирного еврейского заговора, подлинности «Протоколов сионских мудрецов» и «Велесовой книги».
Бегунов утверждал, что существует «двухтысячелетний еврейский (сионистский) заговор» и предсказывал победу России над «Мировым Злом» в эру Водолея.

## Критика
Бегунов пытается создать доказательную базу для подтверждения подлинности «Протоколов сионских мудрецов» и существования всемирного еврейского заговора. Историк литературы А. И. Рейтблат считает, что статья Бегунова «Тайные силы в истории России», посвящённая обстоятельствам создания и публикации «Протоколов», не имеет научной ценности.

## Некоторые публикации
научные
- Обзор собраний древнерусских рукописных книг города Риги // Археографический ежегодник за 1961 год. — М.: Изд-во АН СССР, 1962. — 179 с.
- Памятник русской литературы XIII века: «Слово о погибели Русской земли»: [исследования и тексты] / Отв. ред. Д. С. Лихачёв. — М.-Л.: Наука, 1965. — 232 с.
- Новая немецкая хрестоматия по древнерусской литературе // Известия АН СССР серия ОЛЯ. — 1967. — Т. 26, вып. 3. — С. 276—278.
- «Слово о полку Игореве» в зарубежном литературоведении: (краткий обзор) // От «Слова о полку Игореве» до «Тихого Дона»: Сб. статей к 90-летию Н. К. Пиксанова. — Л., 1969. — С. 236—249.
- Козьма Пресвитер в славянских литературах. — София, 1973.
- «Слово о полку Игореве» в зарубежном литературоведении // РЛ. — 1974. — № 2. — С. 226—232.
- За землю Русскую!. — М., 1981.
- Разрешение одной загадки (Рец. на кн. Г. Н. Моисеевой "Спасо-Ярославский хронограф и «Слово о полку Игореве») // Молодая гвардия. — 1985. — № 12. — С. 273—276.
- Россия героическая. — М., 1989. (в соавторстве).
- Куликовская битва и сказания об иконах Пресвятыя Богородицы // Богословские труды. Сб. 31. — М.: Издание Московской Патриархии, 1992. — 336 с.
- Бутовская (Кашинова) Л. . «Слово о полку Игореве». Беседа журналистки Л. Бутовской с Б. А. Никитиных и Ю. К. Бегуновым // Россиянин. — 1995. — Спецвыпуск.
- Сказания Великого Новгорода. Записаны А. Артыновым / Составление, предисловие, комментарии Ю. К. Бегунова. — СПб. 2000.
- Сказания Ростова Великого, записанные Александром Артыновым / Составление, предисловие, комментарии Ю. К. Бегунова. — Таллин — СПб., 2000.
- Русская история против «новой хронологии» / Отв. ред. И. А. Настенко. — М., Русская панорама. — 2001. — 216 с. — (Серия Антифоменко).
- Александр Невский. Жизнь и деяния святого и благоверного великого князя. — М., 2003.
- Сказания Новгорода Великого IX—XIV вв. — СПб.: Политехника, 2004. — 879 с.
- История Руси. — Т. 1: С древнейших времен до Олега Вещего. — СПб.: Политехника. 2007. — 602 с.
  - 2-е изд. доп. — СПб.: ООО «Контраст», 2020. — 776 с.: ил.
- Сокровища булгарского народа. Вып. 1. Этногенез. История. Культура // Под ред. Ю. К. Бегунова. — СПб., 2007. — С. 304. — ISBN 978-5-8370-0489-6.
- История Руси. — Т. 2: От Игоря Старого до начала XIII в. — СПб.: Искусство России, 2012. — 621 с.
- Будинский изборник IX—XIV вв.: «Арамейская библия» и «Аскольдова летопись». — СПб.: Искусство России, 2013. — 551 с.
  - 2-е изд. доп. — Великий Новгород: ООО "Типография «Виконт», 2014. — 343 с.
- История Руси. Т. 3: От начала XIII в. до Куликовской битвы (1380 г.). — СПб.: ООО «Контраст», 2014. — 428 с.: ил.
  - 2-е изд. доп. — СПб.: ООО «Контраст», 2019. — 454 с.: ил.
- Русская политическая мысль: Хрестоматия: Рюриковичи. IX—XVI вв. — 2-е изд. доп. СПб.: ООО «Контраст», 2016. — 511 с.: ил.

конспирология
- Обретение «Велесовой книги» // А. И. Баженова, В. И. Вардугин (сост.). Мифы древних славян. Велесова книга. — Саратов: Надежда, 1993. — С. 247—251.
- Влесова книга // Русское дело. — 1993. — № 2. — С. 2—3.
- Правда о суде над Иосифом Бродским. — СПб.: Издательство имени А. С. Суворина, 1996.
- Тайные силы истории России. — СПб.: Изд-во им. А. С. Суворина Союза Писателей России, 1996.
  - Тайные силы в истории России. — М.: Институт русской цивилизации, 2016. — 944 с.
- Бернское дело «Сионских мудрецов» // Русский дом. — № 7. — 2000.
- 13 теорий демократии / Ю. К. Бегунов, А. В. Лукашев, А. В. Пониделко. — СПб.: Бизнес-Пресса, 2002. — 240 с.
- Тайна беззакония в исторических судьбах России. — СПб., 2002. — 784 с. (сборник работ шести авторов).
- Тайная история масонства. — М.: Яуза, 2006. — 672 с. — (Оккультная власть).
  - Тайная история масонства. — М.: Яуза-пресс, 2007. — 704 с. — (Тайны масонства).
- Интервью Ю. К. Бегунова, беседу вёл Михаил Пекин. Покушение на монополию академика Лихачёва // Литературная Россия. — № 31—32. — 02.08.2013.